# Földeák, Csongrád
Földeák  este un sat în districtul Makó, județul Csongrád, Ungaria, având o populație de 3.195 de locuitori (2011). 

## Demografie
Componența etnică a satului Földeák
     Maghiari (98,86%)
     Necunoscut (0,14%)
     Alții (1%)
Componența confesională a satului Földeák
     Romano-catolici (48,2%)
     Fără religie (20,03%)
     Reformați (8,45%)
     Necunoscută (21,97%)
     Alte religii (2,16%)
Conform recensământului din 2011, satul Földeák avea 3.195 de locuitori. Din punct de vedere etnic, majoritatea locuitorilor (98,86%) erau maghiari. Apartenența etnică nu este cunoscută în cazul a 0,14% din locuitori. Nu există o religie majoritară, locuitorii fiind romano-catolici (48,2%), persoane fără religie (20,03%) și reformați (8,45%). Pentru 21,97% din locuitori nu este cunoscută apartenența confesională.